# Satsuma (Kagoshima)
Satsuma (jap. さつま町 Satsuma-chō, englisch Satsuma Town/Satsuma, Kagoshima) ist eine Stadt im gleichnamigen Landkreis Satsuma der japanischen Präfektur Kagoshima auf der südlichsten Hauptinsel, Kyūshū.

## Umstrukturierung
Seit 2004 werden in der Präfektur Kagoshima verschiedene Umstrukturierungs-Maßnahmen vorgenommen. Im März 2005 wurden in diesem Rahmen Satsuma die Orte Miyanojo und Tsuruda mit zusammen etwa 22.000 Einwohnern zugeschlagen. Die Städte Sendai, Hiwaki, Iriki, Kedoin und Togo, sowie einige umliegende Ortschaften wurden bereits 2004 zu der neuen Stadt Satsumasendai zusammengefasst.
Der Landkreis Satsuma scheint nach der Umstrukturierung nicht mehr vorgesehen, diese ist aber noch nicht abgeschlossen.

## Geschichte
Vor der Abschaffung des Feudalsystems in der Meiji-Restauration war Satsuma die Hauptstadt der Provinz Satsuma und des von den Shimazu beherrschten Han Satsuma. Mit der Einführung des modernen Präfekturensystems und der damit einhergehenden Eingliederung in Kagoshima verlor Satsuma dann seine Bedeutung.
Mitte des 19. Jahrhunderts wurde die der Mandarine ähnliche Zitrusfrucht Unshū Mikan aus Satsuma in die USA ausgeführt und heißt seitdem in westlichen Länder ebenfalls Satsuma.

## Angrenzende Städte und Gemeinden
- Satsumasendai
- Isa
- Kirishima
- Izumi
- Aira
- Yūsui